# The American Journal of Gastroenterology
El American Journal of Gastroenterology es una revista médica revisada por pares propiedad del American College of Gastroenterology. Ha sido publicado por Lippincott Williams & Wilkins desde 2019 y fue publicado anteriormente por Nature Research, Blackwell y (antes de 2004) Elsevier.

## Resumida e indexada
- MEDLINE
- EBSCO Discovery Service
- Google Scholar
- OCLC
- Summon de ProQuest
- BIOSIS
- Current Contents/Clinical Medicine
- Science Citation Index Expanded (SciSearch)
- SCOPUS
- EBSCO Academic Search
- EBSCO STM Source
- EBSCO Science & Technology Collection
- EBSCO TOC Premier

## Métricas de revista
2022
- Web of Science Group : 10.864
- Índice h de Google Scholar:264
- Scopus: 4.776